# Eugen Corrodi von Elfenau
Eugen Corrodi von Elfenau, właściwie Eugen Corrodi (ur. 18 sierpnia 1897 w Hausen-am-Albin, zm. 19 lutego 1980 w Bazylei) – szwajcarski faszysta i wojskowy (major), kolaborant podczas II wojny światowej.

## Życiorys
Służył w szwajcarskiej armii, dochodząc do dowódcy batalionu piechoty w stopniu majora. Jego oddział stacjonował na granicy z Francją. Jednocześnie był powiązany z ugrupowaniami faszystowskimi i antysemickimi. W 1940 r. dodał do nazwiska von Elfenau, gdyż brzmiało to bardziej „germańsko”. W lipcu 1941 r. nielegalnie przedostał się do Niemiec, gdzie spotkał się z Reichsführerem SS Heinrichem Himmlerem. Pod wpływem jego rad wstąpił do Waffen-SS. W Niemczech otrzymał rangę Sturmbannführera der Reserve. Od listopada 1941 r. do kwietnia 1942 r. szkolił się w Junkerschule w Bad Tölz.
Od maja 1942 r. był dowódcą 3 pułku kawalerii w SS Kavallerie-Division. 9 listopada 1942 r. dostał awans na Obersturmbannführera der Reserve. Od czerwca do września 1943 r. przechodził szkolenie wojsk pancernych w Panzerschule w Bitche w Lotaryngii. 30 stycznia 1944 r. awansował do stopnia SS-Standartenführera i Standartenführera der Reserve. Do 15 czerwca tego roku pełnił funkcję oficera sztabowego w Milizia Armata (włoskiej jednostce Waffen-SS). Do końca wojny był szefem sztabu w dowództwie Waffen-SS we Włoszech. 30 stycznia 1945 r. awansował do stopnia SS-Oberführera i Oberführera der Reserve.
Był odznaczony Krzyżem Żelaznym I i II Klasy oraz Czarną Odznaką za Rany.
Został schwytany przez Amerykanów koło Bolanzo. Po deportacji do Szwajcarii skazano go na karę 2,5 roku więzienia za dezercję. Kiedy wyszedł na wolność, podjął pracę w sprzedaży tekstylii. Założył fabrykę tekstyliów w Bazylei, gdzie zmarł 19 lutego 1980 r.